# Ново-Георгиевский
Ново-Георгиевский — посёлок в Урицком районе Орловской области России.
Входит в состав Луначарского сельского поселения.

## География
Расположен рядом с железнодорожной линией, юго-западнее посёлка Зелёный Куст, с которым соединён просёлочной дорогой, выходящей на автодорогу, ответвляющуюся от автомагистрали Р-120.
В посёлке имеется одна улица — Рощинская.

## Население
| 2010 |
| ---- |
| 10   |